# Sara'eyn
Sara'eyn (persiska: Sara’eyn, سَر عِين, سَرعِين, سَرَئِين) är en ort i Iran.   Den ligger i provinsen Ardabil, i den nordvästra delen av landet, 400 km nordväst om huvudstaden Teheran. Sara'eyn ligger 1 671 meter över havet och antalet invånare är 4 478.
Terrängen runt Sara'eyn är kuperad åt nordväst, men åt sydost är den platt.Runt Sara'eyn är det ganska tätbefolkat, med 139 invånare per kvadratkilometer. Närmaste större samhälle är Nīr, 14,3 km söder om Sara'eyn. Trakten runt Sara'eyn består i huvudsak av gräsmarker.